# Crocus de Nîmes
Ne doit pas être confondu avec Crocus.
Crocus est un prélat du Haut Moyen Âge, huitième évêque connu de Nîmes, vers 680,.